# UD M42
Le UD M42 est un pistolet-mitrailleur conçu en 1942 par United Defense Supply Corporation et produit par High Standard Firearms et Marlin Firearms. Devant initialement servir d’alternative économique à la mitraillette Thompson au sein de l’United States Army, il est rapidement écarté au profit du M3, qui répond mieux aux attentes. Le M42 est alors redirigé vers l’OSS, qui le fournit aux groupes de résistance en Europe et dans le Pacifique.

## Historique
En 1938, la Thompson devient la mitraillette standard pour l’ensemble des forces armées des États-Unis. Celle-ci présente toutefois l’inconvénient, en cas de guerre totale, d’être assez sophistiquée, et par conséquent longue et coûteuse à fabriquer. Conscient que leur pays risque d’être attiré dans la Seconde Guerre mondiale, l’US Army publie en février 1941 les caractéristiques d’une nouvelle arme devant être simple à produire, sur le modèle de la Sten britannique. Plusieurs projets sont étudiés en parallèle : la Navy adopte rapidement les Reising M50 et M55, mais les essais de l’US Army se révèlent infructueux, de sorte qu’au moment où les États-Unis entrent en guerre à la fin de l’année 1941, l’armée de terre ne dispose d’aucune alternative à la Thompson.
À cette époque, l’United Defense Supply Corporation, une entreprise formée dans le but de développer des armes pendant la guerre, propose le M42, plus simple et moins cher à produire que la Thompson. Celle-ci est adoptée en 1942 et est produite par High Standard Firearms et Marlin Firearms. Néanmoins, l’arme est rapidement mise de côté après la mise en service du M3, plus économique, un peu plus tard dans l’année. La production de M42 est alors essentiellement redirigée vers l’OSS, qui la fournit aux groupes de résistance en Europe et dans le Pacifique. Après la Seconde Guerre mondiale, elle est encore longtemps utilisée par l’armée philippine.

## Caractéristiques

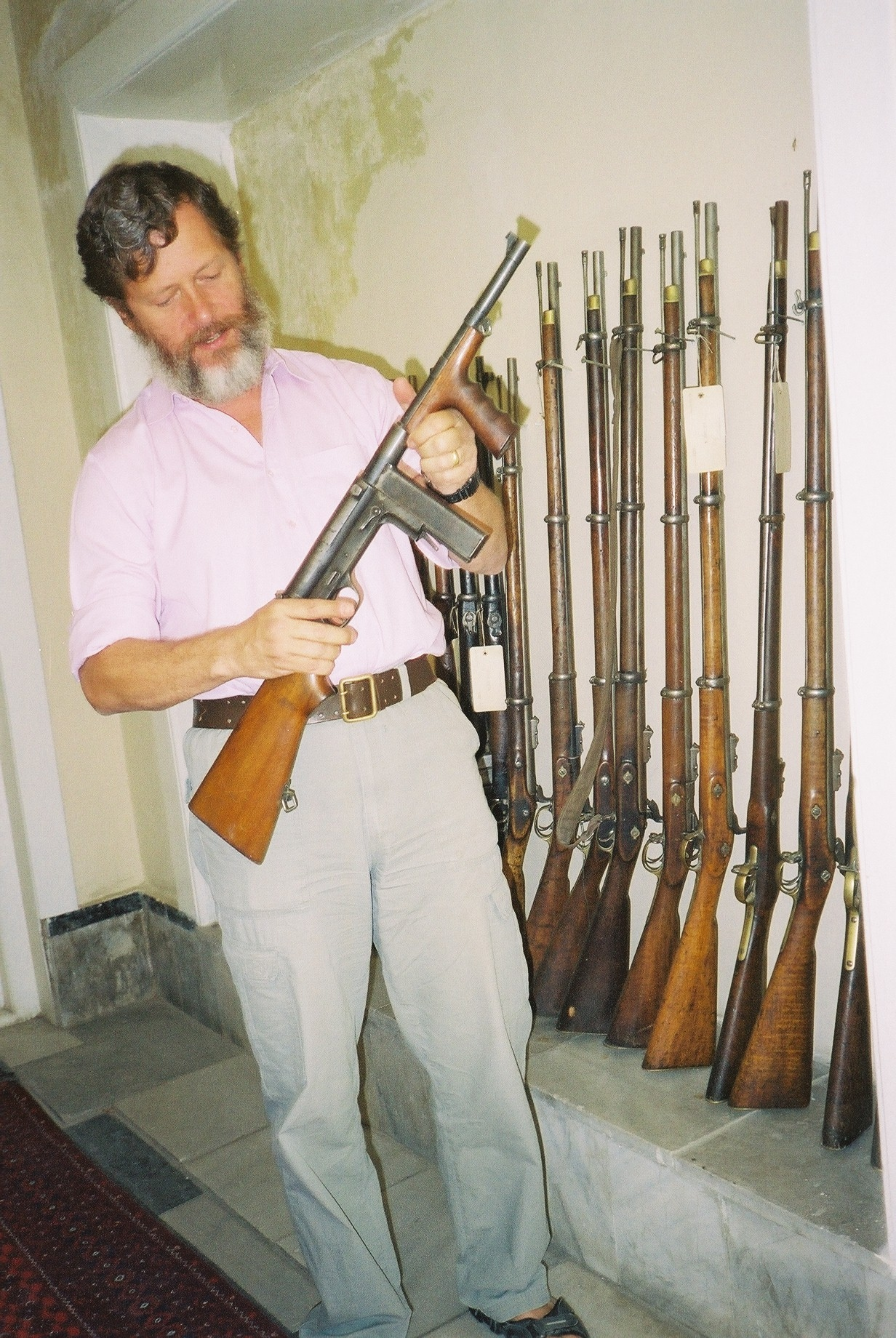
Un reporter de guerre a Kaboul en 2005 présentant un M42.

Le M42 est un pistolet-mitrailleur à culasse non calée et sélecteur de tir, chambré en 9 × 19 mm Parabellum. Bien qu’il aurait également dû être produit chambré en .45 ACP, seuls six exemplaires de ce calibre ont été réalisés. À l’instar de certains modèles de la Thompson, il dispose d’une crosse fixe en bois et d’une poignée avant. Ces deux éléments, conjugués à sa masse assez importante de 10 livres (4,54 kg) et sa longueur de 32,3 pouces (82,04 cm), qui permettent de l’avoir bien en main sans qu’il soit encombrant, permettent de contrôler le tir efficacement en dépit d’une cadence de tir élevée de 700 coups par minute. Les magasins sont droits et contiennent chacun 25 cartouches pour le modèle chambré en 9 mm.
Le principal défaut du M42, qui a motivé sa substitution dans l’armée américaine par le M3, est qu’il n’est que marginalement plus économique que la Thompson du fait que tous ses composants sont usinés, ce qui demande beaucoup plus de temps de travail que les simples tôles embouties du M3. Les magasins se sont également révélés assez fragiles et avoir tendance à se remplir de saleté, entravant le bon fonctionnement de l’arme.